# Рыжковский сельсовет
Рыжковский сельсовет — упразднённая административно-территориальная единица, существовавшая в составе Конышёвского района Курской области до 2010 года.
Административным центром было село Рыжково.

## География
Располагался на востоке района. Граничил с Фатежским районом.

## История
Рыжковский сельсовет был образован в первые годы советской власти. Упразднён в 1954 году в ходе укрупнения сельсоветов путём присоединения к Ваблинскому сельсовету. Восстановлен 25 марта 1977 года. По состоянию на 1980 год на территории сельсовета действовал колхоз «Россия». Вновь упразднён в 2010 году путём присоединения к Ваблинскому сельсовету.

## Населённые пункты
На момент упразднения в состав сельсовета входило 4 населённых пункта:
| № | Населённый пункт | Тип населённого пункта |
| - | ---------------- | ---------------------- |
| 1 | Рыжково          | село, администр. центр |
| 2 | Волково          | село                   |
| 3 | Лукьянчиково     | деревня                |
| 4 | Орлянка          | посёлок                |